# Pyrrosia hastata
 (juillet 2024).
Espèce
Pyrrosia hastata est une espèce de la famille des Polypodiaceae.

## Description
Il s'agit d'un sous-arbrisseau rhizomateux épiphyte.

## Habitat et répartition
Pyrrosia hastata pousse principalement dans le biome tempéré. Son aire de répartition indigène est la Chine (Anhui), la Corée et le Japon ou épilithe.  

## Systématique
Le nom correct complet (avec auteur) de ce taxon est Pyrrosia hastata (Thunb. ex Houtt.) Ching.
L'espèce a été initialement classée dans le genre Acrostichum sous le basionyme Acrostichum hastatum Thunb. ex Houtt..
Pyrrosia hastata a pour synonymes :
- Acrostichum hastatum Thunb.
- Acrostichum hastatum Thunb. ex Houtt.
- Cyclophorus hastatus (Thunb. ex Houtt.) C.Chr.
- Niphobolus hastatus (Thunb. ex Houtt.) Kunze
- Niphobolus tricuspe (Sw.) J.Sm.
- Niphobolus tricuspis (Sw.) J.Sm.
- Polycampium hastatum (Thunb. ex Houtt.) C.Presl
- Polypodium tricuspe Sw.
- Pyrrosia tricuspis (Sw.) Tagawa